# Cesena Football Club 2020-2021
Questa voce raccoglie le informazioni riguardanti il Cesena Football Club nelle competizioni ufficiali della stagione 2020-2021.

## Stagione
Nella stagione 2020-2021 il Cesena disputa il girone B del campionato di Serie C, raccoglie 57 punti con il settimo posto finale. La squadra bianconera allenata da William Viali ottiene 35 punti nel girone di andata, chiuso in quinta posizione, nel girone di ritorno si ferma a 22 punti, chiudendo il torneo comunque in settima posizione. Nei Play-off nel primo turno supera (2-1) il Mantova, mentre nel secondo turno viene superata ed eliminata (2-3) dal Matelica. I romagnoli esprimono il capocannoniere del girone B con il marchigiano Mattia Bortolussi, autore di 16 reti in campionato ed una nei Play-off. Per questa stagione non viene giocata la Coppa Italia di Serie C.

## Divise e sponsor
Anche per questa stagione, in virtù dell'accordo triennale, lo sponsor tecnico sarà sempre affidata all'azienda giapponese Mizuno e ugualmente il main sponsor sulla maglia rimarrà PLT puregreen. La prima maglia rimarrà come tradizione bianco con dettagli neri, la seconda maglia nera con dettagli bianchi, e la terza di colore granata creato dall'unione dei nomi dei giocatori più rappresentativi del club bianconero.
Per quanto riguarda gli altri sponsor pubblicitari rimarranno tutti gli stessi, tra i più noti per esempio Orogel, Amadori e Technogym e ovviamente Pubblisole. 
| Casa | Trasferta | Terza divisa |

## Organigramma societario
Aggiornato al 20 luglio 2020.
Area direttiva
- Presidente: Corrado Augusto Patrignani
- Vicepresidente: Lorenzo Lelli
- Amministratore delegato: Gianluca Padovani
- Direttore Generale: Daniele Martini
- Club Manager: Alberto Santarelli
- Segretario Generale: Marco Valentini
- Segretario Settore Giovanile: Filippo Biondi
- Responsabile sicurezza: Gianluca Campana

Area comunicazione e marketing
- Responsabile Marketing: Alessandro Ugoccioni
- Addetto Stampa: Enrico Marinò

Area sportiva
- Direttore sportivo: Moreno Zebi
- Team Manager: Matteo Visani

Area tecnica
- Allenatore: William Viali
- Vice Allenatore: Filippo Medri
- Collaboratore tecnico: Giuseppe De Feudis
- Preparatori atletici: Mattia Vincenzi, Massimo Magrini
- Preparatore dei Portieri: Francesco Antonioli
- Magazzinieri: Matteo Fantozzi, Nicolino Petrosino

Area sanitaria
- Responsabile Sanitario: Dott.ssa Giulia Franzoso
- Medico Sociale: Piero Candoli, Bernardi Eva
- Massaggiatori: Costantino Cucciniello, Stefano Valentini, Nicholas Manuzzi

Settore Giovanile
- Presidente Settore Giovanile: Aurelio Manuzzi
- Responsabile Settore Giovanile: Davor Jozić
- Segretario Settore Giovanile: Filippo Biondi
- Allenatore Under 16: Roberto Biserni
- Allenatore Under 17: Filippo Masolini
- Allenatore Berretti: Giovanni Ceccarelli

## Rosa
- Aggiornata al 6 ottobre 2020.[2]

Sono in corsivo e col numero di maglia tra parentesi i calciatori che hanno lasciato la società a stagione in corso.
| N. |                       | Ruolo | Calciatore                    |
| -- | --------------------- | ----- | ----------------------------- |
| 1  | Italia (bandiera)     | P     | Leonardo Marson               |
| 2  | Italia (bandiera)     | D     | Tomas Lepri                   |
| 2  | Italia (bandiera)     | D     | Leonardo Longo                |
| 3  | Italia (bandiera)     | D     | Rosario Maddaloni             |
| 4  | Italia (bandiera)     | C     | Alessandro Sala               |
| 4  | Italia (bandiera)     | C     | Davide Di Gennaro             |
| 5  | Italia (bandiera)     | C     | Demetrio Steffè               |
| 6  | Italia (bandiera)     | D     | Giuseppe Aurelio              |
| 6  | Italia (bandiera)     | D     | Davide Zappella               |
| 7  | Italia (bandiera)     | A     | Giacomo Zecca                 |
| 8  | Italia (bandiera)     | C     | Riccardo Bracci               |
| 9  | Italia (bandiera)     | A     | Salvatore Caturano (capitano) |
| 10 | Italia (bandiera)     | A     | Simone Russini                |
| 11 | Italia (bandiera)     | C     | Davide Munari                 |
| 13 | Italia (bandiera)     | D     | Luca Ricci                    |
| 14 | San Marino (bandiera) | D     | Filippo Fabbri                |
| 14 | Italia (bandiera)     | A     | Gabriele Capanni              |
| 15 | Italia (bandiera)     | D     | Andrea Ciofi                  |
| 16 | Italia (bandiera)     | D     | Giulio Favale                 |
| 17 | Italia (bandiera)     | C     | Francesco Ardizzone           |

| N. |                           | Ruolo | Calciatore         |
| -- | ------------------------- | ----- | ------------------ |
| 18 | Italia (bandiera)         | C     | Michele Collocolo  |
| 19 | San Marino (bandiera)     | A     | Nicola Nanni       |
| 20 | Italia (bandiera)         | A     | Mattia Bortolussi  |
| 22 | Italia (bandiera)         | P     | Giacomo Satalino   |
| 22 | San Marino (bandiera)     | P     | Elia Benedettini   |
| 23 | Italia (bandiera)         | D     | Roberto Sabato     |
| 23 | Italia (bandiera)         | A     | Giuseppe Borello   |
| 24 | Italia (bandiera)         | A     | Tommaso Bernardi   |
| 24 | Italia (bandiera)         | D     | Mattia Tonetto     |
| 25 | Italia (bandiera)         | C     | Davide Petermann   |
| 26 | Italia (bandiera)         | A     | Matteo Cortesi     |
| 26 | Italia (bandiera)         | A     | Lorenzo Sorrentino |
| 27 | Italia (bandiera)         | A     | Manuel Bernardi    |
| 27 | Italia (bandiera)         | D     | Lorenzo Gonnelli   |
| 28 | Costa d'Avorio (bandiera) | A     | Christian Koffi    |
| 29 | Italia (bandiera)         | C     | Francesco Campagna |
| 30 | Italia (bandiera)         | P     | Alessandro Bizzini |
| 31 | Italia (bandiera)         | C     | Nicolò Vallocchia  |
| 32 | Italia (bandiera)         | C     | Nicola Capellini   |
| 33 | Italia (bandiera)         | P     | Michele Nardi      |

## Calciomercato

### Sessione estiva (dal 1º settembre al 5 ottobre)
| Acquisti | Acquisti              | Acquisti       | Acquisti      |
| R.       | Nome                  | da             | Modalità      |
| -------- | --------------------- | -------------- | ------------- |
| P        | Michele Nardi         | -              | svincolato    |
| P        | Giacomo Satalino      | Sassuolo       | prestito      |
| D        | Giuseppe Aurelio      | Sassuolo       | prestito      |
| D        | Marco Dell'Aquila     | Sangiustese    | fine prestito |
| D        | Giulio Favale         | Reggiana       | prestito      |
| D        | Lorenzo Gonnelli      | Livorno        | definitivo    |
| D        | Leonardo Longo        | -              | svincolato    |
| C        | Francesco Campagna    | Foggia         | fine prestito |
| C        | Michele Collocolo     | Rende          | definitivo    |
| C        | Younes El Bouhali     | Correggese     | fine prestito |
| C        | Davide Petermann      | Vibonese       | svincolato    |
| C        | Alessandro Sala       | Milan          | prestito      |
| C        | Demetrio Steffè       | Triestina      | definitivo    |
| A        | Tommaso Leon Bernardi | Savignanese    | fine prestito |
| A        | Mattia Bortolussi     | Novara         | definitivo    |
| A        | Gabriele Capanni      | Milan          | prestito      |
| A        | Salvatore Caturano    | Virtus Entella | definitivo    |
| A        | Christian Koffi       | Fiorentina     | prestito      |
| A        | Nicola Nanni          | Crotone        | prestito      |
| A        | Matteo Pantaleoni     | Jesina         | fine prestito |
| A        | Andrea Zammarchi      | Campobasso     | fine prestito |
| A        | Giacomo Zecca         | Padova         | fine prestito |

| Cessioni | Cessioni              | Cessioni           | Cessioni      |
| R.       | Nome                  | a                  | Modalità      |
| -------- | --------------------- | ------------------ | ------------- |
| P        | Federico Agliardi     | Lumezzane          | svincolato    |
| D        | Fabrizio Brignani     | Bologna            | fine prestito |
| D        | Alessandro Brunetti   | Forlì              | fine prestito |
| D        | Ivan De Santis        | Virtus Entella     | fine prestito |
| D        | Marco Dell'Aquila     | Crema              | definitivo    |
| D        | Federico Giraudo      | Torino             | fine prestito |
| D        | Roberto Sabato        | Forlì              | svincolato    |
| D        | Emanuele Valeri       | Cremonese          | definitivo    |
| C        | Giuseppe De Feudis    | -                  | ritiro        |
| C        | Younes El Bouhali     | Correggese         | prestito      |
| C        | Domenico Franco       | Virtus Francavilla | definitivo    |
| C        | Giacomo Rosaia        | Catania            | definitivo    |
| C        | Giuseppe Zampano      | Reggiana           | svincolato    |
| A        | Tommaso Leon Bernardi | Pro Vasto          | prestito      |
| A        | Giuseppe Borello      | Crotone            | fine prestito |
| A        | Karlo Butić           | Torino             | fine prestito |
| A        | Yaya Jassey           | -                  | svincolato    |
| A        | Simone Lo Faso        | Lecce              | fine prestito |
| A        | Matteo Pantaleoni     | Fano               | prestito      |
| A        | Andrea Zammarchi      | -                  | rescissione   |
| A        | Alessio Zerbin        | Napoli             | fine prestito |

### Sessione invernale (dal 4 gennaio al 1º febbraio)
| Acquisti | Acquisti           | Acquisti  | Acquisti   |
| R.       | Nome               | da        | Modalità   |
| -------- | ------------------ | --------- | ---------- |
| P        | Elia Benedettini   | -         | svincolato |
| D        | Mattia Tonetto     | Frosinone | prestito   |
| D        | Davide Zappella    | Empoli    | prestito   |
| C        | Davide Di Gennaro  | Lazio     | definitivo |
| A        | Giuseppe Borello   | Crotone   | prestito   |
| A        | Lorenzo Sorrentino | Renate    | prestito   |

| Cessioni | Cessioni         | Cessioni   | Cessioni      |
| R.       | Nome             | a          | Modalità      |
| -------- | ---------------- | ---------- | ------------- |
| P        | Giacomo Satalino | Sassuolo   | fine prestito |
| D        | Giuseppe Aurelio | Sassuolo   | fine prestito |
| D        | Roberto Sabato   | Forlì      | definitivo    |
| C        | Alessandro Sala  | Milan      | fine prestito |
| A        | Matteo Cortesi   | -          | svincolato    |
| A        | Christian Koffi  | Fiorentina | fine prestito |

## Risultati

### Serie C

#### Girone di andata
| Arbitro: | Milone (Taurianova) |

|                 |           |               |
| Marcandella 33’ | Marcatori | 9’ Bortolussi |

| Arbitro: | Feliciani (Teramo) |

|  |           |                            |
|  | Marcatori | 17’ Tartaglia 64’ G. Gomez |

| Arbitro: | Perenzoni (Rovereto) |

|            |           |                                |
| Murano 19’ | Marcatori | 20’ Caturano 65’ (aut.) Murano |

| Arbitro: | Fiero (Pistoia) |

|                             |           |                                                  |
| Bortolussi 38’ Caturano 59’ | Marcatori | 20’ N. Rizzo 50’ Giani 88’ Scarsella 93’ Gavioli |

| Arbitro: | Fontani (Siena) |

|               |           |                              |
| Malaccari 75’ | Marcatori | 56’ Collocolo 86’ Bortolussi |

| Arbitro: | Repace (Perugia) |

|                              |           |  |
| Ciofi 4’ Bortolussi 18’, 28’ | Marcatori |  |

| Arbitro: | Di Cairano (Ariano Irpino) |

|                               |           |  |
| Giovannini 20’ Marcellusi 84’ | Marcatori |  |

| Arbitro: | G. Miele (Nola) |

|  |           |                                    |
|  | Marcatori | 52’ (rig.) Ronaldo 63’ Della Latta |

| Arbitro: | Ubaldi (Roma) |

|                |           |            |
| Bortolussi 18’ | Marcatori | 38’ Neglia |

| Arbitro: | Ancora (Roma) |

|  |           |                     |
|  | Marcatori | 74’, 85’ Bortolussi |

| Arbitro: | F. Longo (Paola) |

|                                        |           |  |
| Ciofi 47’ Ardizzone 71’, 79’ Koffi 74’ | Marcatori |  |

| Arbitro: | Nicolini (Brescia) |

|                          |           |                              |
| Leonetti 47’, 71’ (rig.) | Marcatori | 89’, 90+2’ (rig.) Bortolussi |

| Cesena 29 novembre 2020, ore 17:30 CET 13ª giornata | Cesena              | 0 – 0 | Modena | Orogel Stadium-Dino Manuzzi (0 spett.)\| Arbitro: \| Maranesi (Ciampino) \| |
| Arbitro:                                            | Maranesi (Ciampino) |       |        |                                                                             |

| Arbitro: | Emmanuele (Pisa) |

|  |           |               |
|  | Marcatori | 90+3’ Capanni |

| Arbitro: | E. Longo (Cuneo) |

|  |           |                                                         |
|  | Marcatori | 12’ Steffè 17’ Capanni 74’ Russini 90’ (aut.) Zanandrea |

| Arbitro: | Fontani (Siena) |

|                     |           |                      |
| Steffè 2’ Zecca 91’ | Marcatori | 71’ (aut.) Maddaloni |

| Arbitro: | Pashuku (Albano Laziale) |

|              |           |                           |
| Polidori 14’ | Marcatori | 12’ Ardizzone 68’ Russini |

| Cesena 9 gennaio 2021, ore 15:00 CET 18ª giornata | Cesena           | 0 – 0 | Südtirol | Orogel Stadium-Dino Manuzzi (0 spett.)\| Arbitro: \| Zufferli (Udine) \| |
| Arbitro:                                          | Zufferli (Udine) |       |          |                                                                          |

| Arbitro: | Vigile (Cosenza) |

|  |           |                           |
|  | Marcatori | 12’ Favale 40’ Bortolussi |

#### Girone di ritorno
| Arbitro: | Crezzini (Siena) |

|                |           |                                        |
| Bortolussi 20’ | Marcatori | 39’ Pittarello 41’ Arma 90+2’ Delcarro |

| Arbitro: | Ricci (Firenze) |

|                                  |           |                 |
| G. Gomez 32’ (rig.) Petrella 61’ | Marcatori | 90+1’ Collocolo |

| Arbitro: | Feliciani (Teramo) |

|                        |           |                   |
| Cancellotti 90’, aut.’ | Marcatori | 46’ (aut.) Favale |

| Salò rinv. 24 marzo 2021, ore 15:00 CET 23ª giornata | Feralpisalò                        | 0 – 0 referto | Cesena | Stadio Lino Turina (0 spett.)\| Arbitro: \| Acanfora (Castellammare di Stabia) \| |
| Arbitro:                                             | Acanfora (Castellammare di Stabia) |               |        |                                                                                   |

| Arbitro: | Virgilio (Trapani) |

|                           |           |              |
| D. Munari 57’ Russini 73’ | Marcatori | 75’ J. Gómez |

| Arbitro: | Turrini (Firenze) |

|               |           |                                 |
| R. Marino 20’ | Marcatori | 80’ (aut.) Scimia 90+4’ Russini |

| Arbitro: | Marotta (Sapri) |

|                                             |           |  |
| Zecca 31’ Russini 40’ Bortolussi 57’ (rig.) | Marcatori |  |

| Padova 28 febbraio 2021, ore 17:30 CET 27ª giornata | Padova                  | 0 – 0 referto | Cesena | Stadio Euganeo (0 spett.)\| Arbitro: \| Cosso (Reggio Calabria) \| |
| Arbitro:                                            | Cosso (Reggio Calabria) |               |        |                                                                    |

| Arbitro: | Galipò (Firenze) |

|                   |           |                |
| D'Anna 36’, 45+3’ | Marcatori | 77’ Sorrentino |

| Arbitro: | Emmanuele (Pisa) |

|  |           |                       |
|  | Marcatori | 50’ Di Paola 86’ Nava |

| Arbitro: | Monaldi (Macerata) |

|                         |           |                                 |
| D. Ferretti 9’ Papa 74’ | Marcatori | 88’, 90+2’ (rig.) D. Di Gennaro |

| Arbitro: | Centi (Viterbo) |

|                            |           |                            |
| Bortolussi 8’ Caturano 23’ | Marcatori | 41’ Volpicelli 75’ Franchi |

| Arbitro: | Moriconi (Roma) |

|               |           |  |
| Corradi 90+1’ | Marcatori |  |

| Arbitro: | Perri (Roma) |

|  |           |                                        |
|  | Marcatori | 34’ Buric 74’ Pellizzari 90’ Grandolfo |

| Cesena 3 aprile 2021, ore 17:30 CEST 34ª giornata | Cesena             | 0 – 0 referto | Mantova | Orogel Stadium-Dino Manuzzi (0 spett.)\| Arbitro: \| Cherchi (Carbonia) \| |
| Arbitro:                                          | Cherchi (Carbonia) |               |         |                                                                            |

| Arbitro: | Saia (Palermo) |

|  |           |                             |
|  | Marcatori | 30’ Collocolo 33’ Capellini |

| Arbitro: | Nicolini (Brescia) |

|  |           |                          |
|  | Marcatori | 66’ (rig.), 88’ Polidori |

| Arbitro: | Maranesi (Ciampino) |

|                      |           |                       |
| Casiraghi 34’ (rig.) | Marcatori | 41’ (rig.) Bortolussi |

| Arbitro: | Natilla (Molfetta) |

|                                                    |           |         |
| Sorrentino 13’ Bortolussi 39’ (rig.) Petermann 79’ | Marcatori | 89’ Piu |

### Play-off

#### Prima Fase
| Arbitro: | Acanfora (Castellammare di Stabia) |

|                             |           |                 |
| Bortolussi 31’ Caturano 36’ | Marcatori | 45’ (rig.) Ganz |

| Arbitro: | Rutella (Enna) |

|                                |           |                                         |
| D. Di Gennaro 69’ Caturano 95’ | Marcatori | 37’ Magri 51’ Calcagni 90+8’ Balestrero |

## Statistiche

### Statistiche di squadra
Statistiche aggiornate al 27 novembre 2019
| Competizione | Punti | In casa | In casa | In casa | In casa | In casa | In casa | In trasferta | In trasferta | In trasferta | In trasferta | In trasferta | In trasferta | Totale | Totale | Totale | Totale | Totale | Totale | D.R. |
| Competizione | Punti | G       | V       | N       | P       | Gf      | Gs      | G            | V            | N            | P            | Gf           | Gs           | G      | V      | N      | P      | Gf     | Gs     | D.R. |
| ------------ | ----- | ------- | ------- | ------- | ------- | ------- | ------- | ------------ | ------------ | ------------ | ------------ | ------------ | ------------ | ------ | ------ | ------ | ------ | ------ | ------ | ---- |
| Serie C      | 57    | 19      | 6       | 6       | 7       | 24      | 25      | 19           | 9            | 6            | 4            | 27           | 17           | 38     | 15     | 12     | 11     | 51     | 42     | +9   |
| Play-off     | -     | 2       | 1       | 0       | 1       | 4       | 4       | -            | -            | -            | -            | -            | -            | 2      | 1      | 0      | 1      | 4      | 4      | 0    |
| Totale       | 57    | 21      | 7       | 6       | 8       | 28      | 29      | 19           | 9            | 6            | 4            | 27           | 17           | 40     | 16     | 12     | 12     | 55     | 46     | +9   |

### Andamento in campionato
| Giornata  | 1  | 2  | 3  | 4  | 5  | 6  | 7  | 8  | 9  | 10 | 11 | 12 | 13 | 14 | 15 | 16 | 17 | 18 | 19 | 20 | 21 | 22 | 23 | 24 | 25 | 26 | 27 | 28 | 29 | 30 | 31 | 32 | 33 | 34 | 35 | 36 | 37 | 38 |
| --------- | -- | -- | -- | -- | -- | -- | -- | -- | -- | -- | -- | -- | -- | -- | -- | -- | -- | -- | -- | -- | -- | -- | -- | -- | -- | -- | -- | -- | -- | -- | -- | -- | -- | -- | -- | -- | -- | -- |
| Luogo     | T  | C  | T  | C  | T  | C  | T  | C  | C  | T  | C  | T  | C  | T  | T  | C  | T  | C  | T  | C  | T  | C  | T  | C  | T  | C  | T  | T  | C  | T  | C  | T  | C  | C  | T  | C  | T  | C  |
| Risultato | N  | P  | V  | P  | V  | V  | P  | P  | N  | V  | V  | N  | N  | V  | V  | V  | V  | N  | V  | P  | P  | N  | N  | V  | V  | V  | N  | P  | P  | N  | N  | P  | P  | N  | V  | P  | N  | V  |
| Posizione | 12 | 14 | 10 | 13 | 12 | 10 | 11 | 12 | 12 | 10 | 7  | 8  | 9  | 9  | 5  | 3  | 3  | 5  | 5  | 5  | 5  | 6  | 8  | 7  | 7  | 7  | 7  | 7  | 7  | 7  | 8  | 9  | 9  | 8  | 7  | 7  | 7  | 7  |

Legenda:

Luogo: C = Casa; T = Trasferta. Risultato: V = Vittoria; N = Pareggio; P = Sconfitta.

### Statistiche dei giocatori
Statistiche aggiornate a Cesena - Arezzo del 2 maggio 2021.
Una doppia ammonizione e la conseguente espulsione sono conteggiate come un singolo cartellino rosso.
Sono in corsivo i calciatori che hanno lasciato la società a stagione in corso.
| Giocatore      | Serie C  | Serie C | Serie C     | Serie C    |
| Giocatore      | Presenze | Reti    | Ammonizioni | Espulsioni |
| -------------- | -------- | ------- | ----------- | ---------- |
| L. Longo       | 22       | 0       | 5           | 0          |
| R. Maddaloni   | 18       | 0       | 4           | 0          |
| A. Sala        | 8        | 0       | 3           | 0          |
| D. Steffè      | 34       | 2       | 3           | 0          |
| G. Aurelio     | 5        | 0       | 0           | 0          |
| G. Zecca       | 23       | 2       | 3           | 1          |
| S. Caturano    | 14       | 3       | 4           | 0          |
| S. Russini     | 36       | 5       | 4           | 0          |
| D. Munari      | 10       | 1       | 2           | 1          |
| L. Ricci       | 28       | 0       | 4           | 0          |
| G. Capanni     | 15       | 2       | 0           | 0          |
| A. Ciofi       | 35       | 2       | 8           | 0          |
| G. Favale      | 35       | 1       | 8           | 0          |
| F. Ardizzone   | 17       | 3       | 6           | 0          |
| M. Collocolo   | 28       | 3       | 5           | 0          |
| N. Nanni       | 23       | 0       | 2           | 0          |
| M. Bortolussi  | 37       | 16      | 1           | 0          |
| G. Satalino    | 6        | -9      | 1           | 0          |
| R. Sabato      | -        | -       | -           | -          |
| D. Petermann   | 34       | 2       | 8           | 0          |
| M. Cortesi     | -        | -       | -           | -          |
| L. Gonnelli    | 22       | 0       | 6           | 0          |
| C. Koffi       | 11       | 1       | 2           | 0          |
| F. Campagna    | 3        | -       | -           | -          |
| A. Bizzini     | -        | -       | -           | -          |
| N. Capellini   | 24       | 1       | 4           | 1          |
| M. Nardi       | 33       | -33     | 3           | -          |
| E. Benedettini | -        | -       | -           | -          |
| M. Tonetto     | 20       | 0       | -           | -          |
| D. Zappella    | 14       | 0       | 1           | -          |
| D. Di Gennaro  | 13       | 2       | 3           | 0          |
| G. Borello     | 9        | 0       | -           | -          |
| L. Sorrentino  | 15       | 2       | 1           | -          |